# (4010) Nikolʹskij
(4010) Nikolʹskij es un asteroide perteneciente al cinturón de asteroides, descubierto el 21 de agosto de 1977 por Nikolái Stepánovich Chernyj desde el Observatorio Astrofísico de Crimea (República de Crimea).

## Designación y nombre
Designado provisionalmente como 1977 QJ2. Fue nombrado Nikolʹskij en honor al astrónomo soviético Gennady Mihajlovic Nikolskij.